# تسوباسا أندو
تسوباسا أندو (باليابانية: 安藤 翼) (مواليد 12 مايو 1996) هو لاعب كرة قدم ياباني.

## وصلات خارجية
- تسوباسا أندو على موقع رابطة كرة القدم اليابانية للمحترفين (اليابانية)
- تسوباسا أندو على موقع قاعدة بيانات كرة القدم.إي يو (الإنجليزية)
- تسوباسا أندو على موقع Soccerway.com (الإنجليزية)
- تسوباسا أندو على موقع عالم كرة القدم.نت (الإنجليزية)